# 태양 (타로)

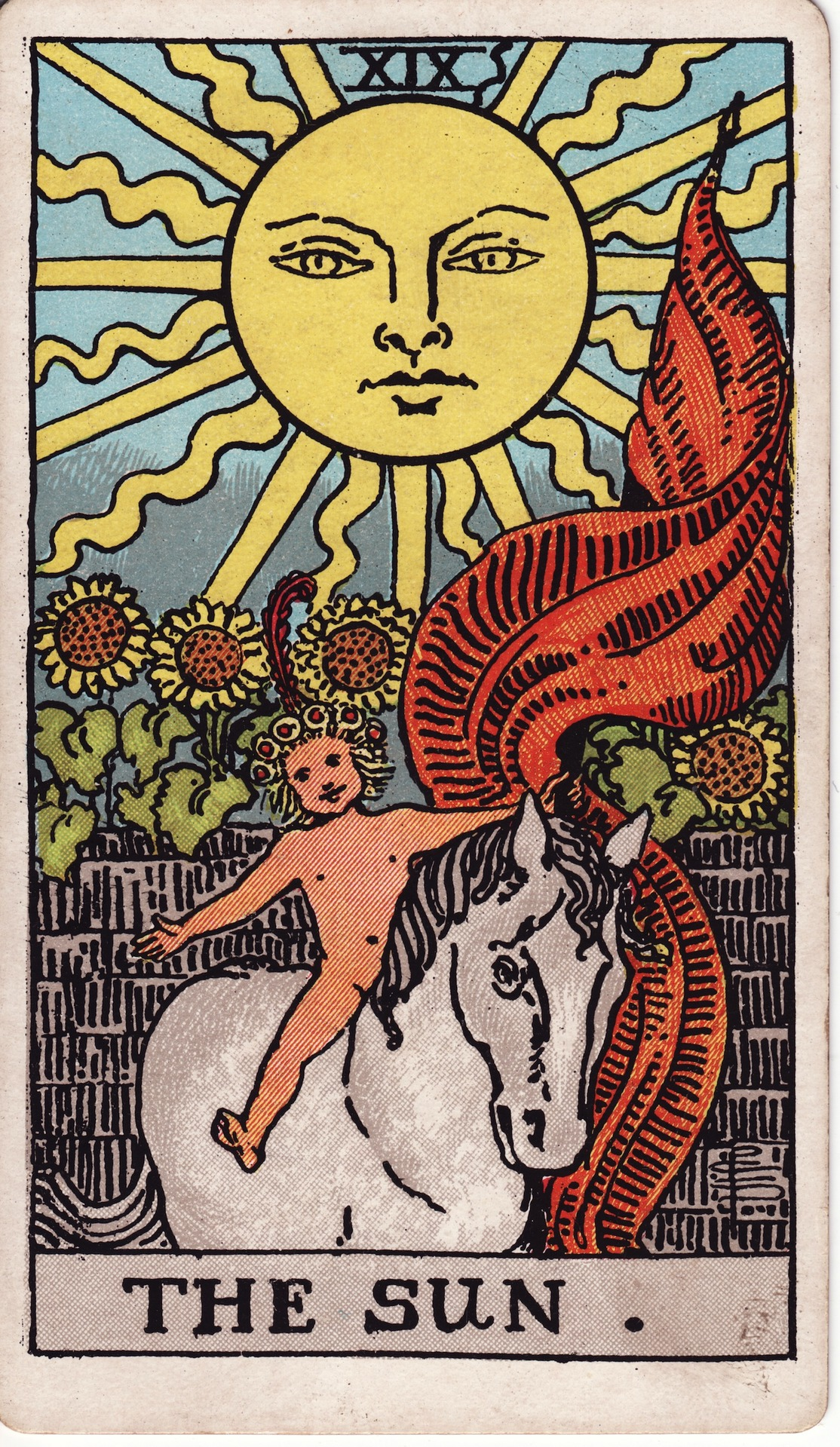
웨이트판 타로의 태양

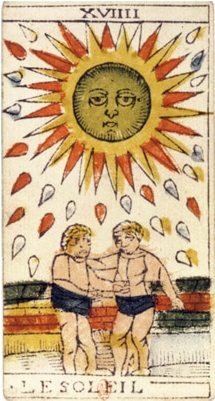
마르세유판 타로의 태양

태양(太陽, 프랑스어: Le Soleil, 영어: The Sun)은 타로의 메이저 아르카나에 속하는 카드의 1매다. 카드 번호는 '19'.

## 카드의 의미
정위치의 의미
성공, 탄생, 축복, 약속된 장래.
역위치의 의미
부진, 낙담, 쇠퇴, 낙태·유산.
아서 에드워드 웨이트의 타로 도해의 해설에서는 '물질적인 행복·운좋은 결혼·만족'을 의미한다고 여겨진다.

## 카발라와의 관계
히브리 문자는 레이슈(ר), 다만 복수의 이설이 있다. '황금의 새벽단'의 설에서는 호드와 이소드의 세피라를 결합하는 경에 관련지었다.

## 점성술과의 관계
이하와 같은 제설이 있다.
- 별자리: 백양궁설[1], 쌍아궁설, 사자궁설, 보병궁설, 쌍어궁설
- 행성: 태양설[2], 목성설, 토성설[3], 아폴론설[4]

## 우화의 해석
상징적으로 태양은, 아침을 위해 빛(햇빛)을 주는 활력의 원천이며, 양의 상징이다. 그러나, 태양의 열은 때로는, 물과 대지를 마르게 해 농사를 망치고, 모든 생명을 위협하는 존재도 된다. 이러한 양면성은 고대부터 남성을 햇빛으로 나타내 온 것을 납득시키는 부분이라고 말할 수 있다. 또, 태양을 신으로서 우러러보는 풍습(태양 신앙)도 이집트나 아즈텍·일본 등 세계 각지에서 많이 볼 수 있다.
마르세유판에선, 사람의 얼굴을 가진 '태양'에서 쏟아지는 많은 조각 외에, 서로 푸른 옷감을 감은 2명의 아이, 후방으로 보이는 벽돌 구조의 벽, 아이의 발밑에 놓여진 2개의 돌을 확인할 수 있다. 이 태양은, 대립하는 성질의 융합을 나타내고 있다. 태양으로부터 성장하는 굵은 16개의 광선은, 예각적으로 날카로워진 것과 유화적으로 구불구불한 것이 교대로 그려지고 있지만, 이것은 태양이 긍정적 에너지와 부정적 에너지의 양쪽 모두를 겸비하고 있음을 나타내고 있어 모든 대립하는 힘의 궁극적인 결합에 의한 에너지를 가진다고 해석된다. 한층 더 '태양'의 얼굴은('달'이 옆쪽인데 비해) 정면을 향하고 있다. 이것은 태양의 영향력이 광대하고, 또 항상적으로 행해지고 있는 것을 나타낸다. 즉, 태양은 지구를 시작해 태양계 제행성의 중심이며, 비록 밤에도 그 활동이 멈추지 않고, 인간의 내외의 리듬, 심지어 우주의 리듬에 빠뜨릴 수 없는 위대한 존재인 것을 암시하고 있다.
이 '태양'만을 보면, 확실히 완성된 궁극 존재이며, 일련의 메이저 아르카나의 마지막에 위치해야 할 카드같이 생각된다. 그러나 '태양'은 19번으로, 후에 2매나 삼가하고 있다. 19번인 소이는 2명의 인간이 그려지는 일에 의해서 나타내지고 있다. 이 2명은 아이다. 그러나 그 이외에 신체적 특징은 그려져 있지 않다. 단지 하나 분명한 점은 2명이 매우 비슷한 일로, 이것은 쌍둥이의 상징이다. 이 점을 감안한다면, 상징적으로 요부분을 숨기는 것을 '서로 이성끼리이다'라고 강조하고 있다고 해석할 수 있다. 쌍둥이의 상징은 '태양'이전의 카드에도 많이 등장한 상징이지만, 확립된 개별의 인간으로서 현실적으로 그려지는 것은 처음이다. 한층 더 대존재가 서로 직접적으로 간섭하는 그려지는 방법도 처음이다. 이것은 '태양'에 이르러, 상반되는 2개의 성질이 처음으로 별개로서 구별되어 모든 대립물, 즉, 남자와 여자, 영혼과 고기, 마음과 신체등이 직접적·인간적인 방법으로 관련될 수 있게 된 것을 암시하고 있다. 더해 후방의 벽은, 2명의 아이가 서는 장소가, 모든 외적 요인으로부터 격절된 지극히 안전한 영역이라고 보증해, 이 단계에 있어서의 대립물끼리의 접촉이 누구에게도 방해받는 일 없이, 태양의 중개 아래에 행해지고 있는 것을 나타내고 있다. 한층 더 발밑의 돌은 황금빛이며 현자의 돌을 연상시킨다. 즉 파괴할 수 없는 본질을 나타낸다고 해석되어 이 '태양'의 접촉이, 지극히 중요한 본질적 변혁의 제일보인 것을 암시해, 이 후에 앞두는 최종 단계로의 제일보인 것을 암시하고 있다. 고로, '달'에 의해서 저축된 조각은 대지에 방출되어 다시 대지를 활성화 시킨다.

## 참고 문헌
- 사리 니컬스 '융과 타로'ISBN 4-7835-1183-7
- 알프레드 더글라스 '타로'ISBN 4-3092-2428-8